# أشرف الأعور
أشرف حسن عباس عاصي الأعور  (21 يونيو 1973 في القدس – ) محامي وقانوني فلسطيني، يشغل منذ مارس 2024 منصب وزير وزارة شؤون القدس ضمن حكومة محمد مصطفى. وهو أحد أعضاء المجلس الوطني الفلسطيني.

## حياته
ترشح ضمن قائمة حركة فتح لخوض الانتخابات التشريعية الفلسطينية 2021. أُعلن عن تأجيلها بمرسوم من الرئيس الفلسطيني محمود عباس في 30 أبريل 2021.
في 28 مارس 2024، اعتمد الرئيس محمود عباس التشكيلة الوزارية للحكومة الفلسطينية التاسعة عشرة التي يرأسها محمد مصطفى ومنحها الثقة. وفي 31 مارس 2024، أدى الأعور اليمين القانونية وزيرًا لوزارة شؤون القدس في مقر الرئاسة الفلسطينية بمدينة البيرة.
في 7 نوفمبر 2024، عينه الرئيس عباس بصفته وزيرًا لشؤون القدس عضوًا في اللجنة العليا للقدس التي شُكلت في 28 أكتوبر 2019.
في 21 أبريل 2025، أصدر الاحتلال الإسرائيلي قرارًا بمنع الأعور من دخول الضفة الغربية لمدة 6 شهور.